# Liste des clochers-murs de la Haute-Saône
Cet article recense les édifices religieux de la Haute-Saône, en France, munis d'un clocher-mur.

## Liste
- Champagney, chapelle Sainte-Pauline
- Charcenne , chapelle Notre-Dame de Leffond